# Hormone tuyến giáp
Hormone tuyến giáp là hai loại hormone được sản xuất và tiết ra bởi tuyến giáp, cụ thể là triiodothyronine (T3) và thyroxine (T4). Chúng là các hormone với bản chất là tyrosine chịu trách nhiệm chính trong việc điều hòa sự trao đổi chất. T3 và T4 được cấu tạo một phần của iod. Do đó nếu thiếu hụt iod dẫn đến giảm sản xuất T3 và T4, làm phình mô tuyến giáp và sẽ gây ra bệnh được gọi là bướu cổ đơn giản. Dạng chính của hormone tuyến giáp trong máu là thyroxine (T4), có thời gian bán rã dài hơn T3. Ở người, tỷ lệ T4 so với T3 được lưu hành vào máu đôi khi được cho là khá cao, nhưng dữ liệu từ những bệnh nhân bị loại bỏ tuyến giáp cho thấy nó thay đổi giữa 4:1 và 2:1, và trung bình là khoảng 100: 36 (~2,8: 1)). T4 được chuyển thành T3 hoạt động (mạnh gấp 3 đến 4 lần so với T4) trong các tế bào bởi deiodinases (5'-iodinase). Chúng được tiếp tục xử lý bằng cách khử carboxyl và khử lưu huỳnh để tạo ra iodothyronamine (T1a) và thyronamine (T0a). Tất cả ba đồng dạng (isoform) của deiodinase là các enzyme chứa selen, do đó selen trong chế độ ăn uống rất cần thiết cho quá trình sản xuất T3. Edward Calvin Kendall là người đã phân lập thyroxine vào năm 1915.

## Chức năng
Các hormon tuyến giáp hoạt động trên hầu hết các tế bào trong cơ thể. Chúng có tác dụng giúp tăng tỷ lệ trao đổi chất cơ bản, ảnh hưởng đến sinh tổng hợp protein, giúp điều hòa sự tăng trưởng và làm dài xương (tác dụng hợp lực với hormone tăng trưởng) và sự phát triển của hệ thần kinh, và tăng độ nhạy cảm của cơ thể với catecholamine (chẳng hạn như adrenaline). Các hormon tuyến giáp là rất cần thiết cho sự phát triển và biệt hóa thích hợp của tất cả các tế bào trong cơ thể con người. Các hormone này cũng giúp điều hòa sự chuyển hóa protein, chất béo và carbohydrate, và ảnh hưởng đến cách các tế bào của con người sử dụng các hợp chất năng lượng. Chúng cũng giúp kích thích quá trình chuyển hóa vitamin. Nhiều kích thích sinh lý và bệnh lý ảnh hưởng đến việc tổng hợp hormone tuyến giáp.
Hormone tuyến giáp dẫn đến sự sinh nhiệt ở người. Tuy nhiên, chức năng thyronamine qua một số cơ chế không rõ có thể ức chế hoạt động thần kinh; điều này đóng một vai trò quan trọng trong chu kỳ ngủ đông của động vật có vú và việc thay lông của chim. Một tác dụng của việc áp dụng thyronamine là làm giảm nhiệt độ cơ thể nghiêm trọng.